# Souto (Láncara)
Souto (llamada oficialmente Santiago de Souto de Ferradal) es una parroquia y una aldea española del municipio de Láncara, en la provincia de Lugo, Galicia.

## Otras denominaciones
La parroquia también es conocida por el nombre de Santiago de Souto.

## Organización territorial
La parroquia está formada por tres entidades de población, constando dos de ellas en el nomenclátor del Instituto Nacional de Estadística español:
- Lama (A Lama)
- Souto
- Vilela de Abaixo

## Demografía

### Parroquia
| Gráfica de evolución demográfica de Souto (parroquia) entre 2000 y 2020 |
|                                                                         |
| Datos según el nomenclátor publicado por el INE.                        |

### Aldea
| Gráfica de evolución demográfica de Souto (aldea) entre 2000 y 2020 |
|                                                                     |
| Datos según el nomenclátor publicado por el INE.                    |